# Rumen Radev
Rumen Gueorguiev Radev (en búlgaro: Румен Георгиев Радев; n. Dimitrovgrad, 18 de junio de 1963) es un exmilitar y político búlgaro que se desempeña como presidente de Bulgaria desde 2017.
Anteriormente, sirvió como comandante de la Fuerza Aérea de Bulgaria, entre 2014 y 2016. En 2016 se presentó como candidato independiente a la presidencia de su país, apoyado por el Partido Socialista Búlgaro, siendo elegido en segunda vuelta.

## Carrera militar
En 1982 se graduó de la Escuela Matemática en Haskovo con una medalla de oro. Se graduó de la Universidad Georgi Benkovski de la Fuerza Aérea en 1987 con la mejor calificación. En 1992 finalizó su instrucción en la Squadron Officer School, en los Estados Unidos. Entre 1994 y 1996 estudió en la Academia Militar Rakovski, donde también obtuvo la mejor calificación. Es doctor en Ciencias Militares en el campo de la mejora de la formación táctica de la tripulación de vuelo y simulación de combate aéreo. En 2003 se graduó con honores de la Air War College "Maxwell", en Estados Unidos, como maestro de Estudios Estratégicos.

### Rangos militares
- 1987 – Teniente
- 1990 – Primer teniente
- 1994 – Capitán
- 1997 – Mayor
- 2000 – Teniente coronel
- 2003 – Coronel
- 2007 – Mayor General
- 2014 – Teniente General

## Carrera política
En agosto de 2016, el Partido Socialista Búlgaro y Alternativa para un Renacimiento Búlgaro (ABR) nominaron oficialmente a Radev para las elecciones presidenciales de 2016. En el mismo mes, ABR retiró su nominación presidencial al general Radev.
En la elección del 6 de noviembre, Radev obtuvo el primer lugar entre los 21 candidatos a presidente en la primera vuelta, pasando al balotaje con Tsetska Tsacheva, del partido Ciudadanos por el Desarrollo Europeo de Bulgaria (GERB). En la segunda vuelta, realizada el 13 de noviembre, venció a Tsacheva con un 58% de los votos.
Asumió la presidencia de Bulgaria el 22 de enero de 2017, en una ceremonia militar realizada en la capital Sofía. El 27 de enero nombró a Ognian Gerdzhikov como primer ministro.